# Ава (Нью-Йорк)
Ава (англ. Ava) — місто (англ. town) в США, в окрузі Онейда штату Нью-Йорк. Населення — 680 осіб (2020).

## Демографія
Згідно з переписом 2010 року, у місті мешкало 676 осіб у 254 домогосподарствах у складі 185 родин. Було 301 помешкання
Расовий склад населення:
| - 98,8 % — білих - 0,4 % — корінних американців - 0,1 % — чорних або афроамериканців - 0,1 % — азіатів |

До двох чи більше рас належало 0,4 %. Частка іспаномовних становила 0,3 % від усіх жителів.
За віковим діапазоном населення розподілялося таким чином: 23,7 % — особи молодші 18 років, 64,8 % — особи у віці 18—64 років, 11,5 % — особи у віці 65 років та старші. Медіана віку мешканця становила 39,5 року. На 100 осіб жіночої статі у місті припадало 104,2 чоловіків;  на 100 жінок у віці від 18 років та старших — 109,8 чоловіків також старших 18 років.
Середній дохід на одне домашнє господарство  становив 54 169 доларів США (медіана — 50 625), а середній дохід на одну сім'ю — 61 956 доларів (медіана — 55 395). Медіана доходів становила 37 813 долари для чоловіків та 43 036 доларів для жінок. За межею бідності перебувало 8,8 % осіб, у тому числі 0,0 % дітей у віці до 18 років та 2,1 % осіб у віці 65 років та старших.
Цивільне працевлаштоване населення становило 293 особи. Основні галузі зайнятості: освіта, охорона здоров'я та соціальна допомога — 23,2 %, роздрібна торгівля — 22,2 %, сільське господарство, лісництво, риболовля — 9,6 %, виробництво — 8,5 %.